# Lick the Star

Lick the Star est le premier film de Sofia Coppola, sorti en 1998. Co-écrit avec son amie d'enfance Stephanie Hayman, il s'agit d'un court métrage de 14 minutes qui touche au thème de l'adolescence qui lui est cher, et que l'on retrouvera par la suite dans Virgin Suicides.